# 미스트랄 2 작전
미스트랄 2 작전(Operation Mistral 2) 또는 공식 암호명 마에스트랄 2 작전(Operation Maestral 2)은 1995년 9월 8일부터 1995년 9월 14일까지 크로아티아 육군과 크로아티아 방위평의회가 보스니아 헤르체고비나 서부에서 수행한 작전이다. 이 작전의 목표는 보스니아계 세르브인들이 주축이 된 스릅스카 공화국이 점령한 지역과 크로아티아 사이에 완충 지역을 만드는 것이었다. 이 작전은 크로아티아 방위평의회가 보스니아계 세르브인이 점령한 가장 큰 도시인 바냐루카를 점령할 수 있도록 야이체, 드르바르, 시포보를 확보하는 것도 주요 목표였다. 크로아티아 육군과 크로아티아 방위평의회의 지휘는 안테 고토비나가 맡았다.
이 작전은 주로 사라예보 지역에 있는 VRS 방공망, 포병 진지 및 저장 시설을 목표로 하는 심의군 작전에 대한 북대서양 조약 기구 (NATO)의 공중 캠페인 중에 시작되었다. 공세가 시작된 지 며칠 후 크로아티아 육군과 크로아티아 방위평의회의 진로 오른쪽 및 왼쪽에 위치한 스릅스카 공화국군의 진지는 사나 작전 기간 동안 보스니아 헤르체고비나 공화국군의 공격을 받기도 했다. 미스트랄 2 작전은 목적을 달성했으며 크로아티아 육군, 크로아티아 방위평의회 및 보스니아 헤르체고비나 공화국군의 추가 진격을 위한 발판을 마련하여 전쟁 해결에 기여했다.
사나 작전과 함께 미스트랄 2 작전이 보스니아 전쟁 해결에 더 많은 기여를 했는지, 또는 NATO 공습이 어느 정도 도움을 받았는지에 대해 학자들 사이에 의견이 엇갈리고 있다. 미스트랄 2 작전은 보스니아 세르브계 민간인 수백 명을 사망하게 했을 뿐만 아니라 수만 명의 다른 사람들을 지역에서 추방시켰다. 2011년, 다섯 명의 전직 크로아티아 군인이 작전 중 다섯 명의 보스니아 세르비아계 군인과 한 명의 민간인을 즉결 처형하여 전쟁 범죄로 유죄 판결을 받았다. 2016년, 보스니아 세르브계 관리들은 공세 기간 동안 전쟁 범죄를 저질렀다고 주장하며 크로아티아 국방부 장관 다미르 크르스티체비치를 형사 고소했다.